# L.A. Rush
Pour le jeu vidéo, voir L.A. Rush (jeu vidéo).
Pour plus de détails, voir Fiche technique et Distribution.
L.A. Rush (Once Upon a Time in Venice) est une comédie américaine réalisée par Mark et Robb Cullen sorti en 2017.

## Synopsis
Un détective privé se fait voler son chien par une bande de criminels, qui lui propose de travailler pour elle s'il veut le récupérer.

## Fiche technique
- Titre : L.A. Rush
- Titre original : Once Upon a Time in Venice
- Réalisateur : Mark et Robb Cullen
- Scénario : Mark et Robb Cullen
- Montage : Zach Staenberg
- Photographie : Amir Mokri
- Producteurs : Nicolas Chartier, Mark et Robb Cullen, Zev Foreman, Laura Ford
- Société de production : Voltage Pictures
- Langue originale : anglais
- Genre : comédie
- Durée : 94 minutes
- Dates de sortie : 
  - États-Unis : 16 juin 2017
  - France : 5 juillet 2017 (VOD et DVD)

## Distribution
- Bruce Willis (VF : Patrick Poivey)  : Steve Ford, le détective
- John Goodman (VF : Jacques Frantz) : Dave Phillips, le meilleur ami de Steve
- Thomas Middleditch (VF : Donald Reignoux) : John, l'assistant de Steve
- Famke Janssen (VF : Juliette Degenne) : Katey Ford, la sœur de Steve
- Jessica Gomes (VF : Ethel Houbiers) : Nola
- Jason Momoa (VF : Luc Bernard) : Spyder, le chef du gang
- Maurice Compte : Oscar
- Stephanie Sigman (VF : Christelle Ledroit) : Lupe, la petite amie de Spyder
- Elisabeth Röhm : Anne Phillips, l'ex de Dave
- Adam Goldberg (VF : Éric Aubrahn) : Lou, le Juif
- Christopher McDonald (VF : Gérard Darier) : Mr. Carter
- Wood Harris (VF : Fabien Jacquelin) : Prince
- Adrian Martinez : Tino, propriétaire d'une pizzeria
- Kal Penn (VF : Serge Faliu) : Rajeesh
- Ken Davitian (VF : Christian de Smet) : Yuri
- Victor Ortiz : Chewy
- Sammi Rotibi (VF : Sydney Cotto) : Gigi
- Emily Robinson (VF : Lucille Boudonnat) : Taylor
- Ralph Garman : Bum
- Ron Funches (VF : Thierry Desroses) : Mocha
- Thom Rivera (VF : Emmanuel Karsen) : Rigaberto
- Candice Coke (VF : Marie Zidi) : Joan
- Kaleti Williams (VF : Jean-Rémi Tichit) : Manu, frère de Nola
- Myles Humphus : Tui, frère de Nola
- Tyga : Salvatore Lopez
- David Arquette : Diesel Stone

Studio d'enregistrement : BTI Studios
- Direction artistique : Monika Lawinska
- Adaptation : Stéphane Lévine

Source : Crédits à la fin du film.